# Apple文件系统
Apple文件系统（英語：Apple File System，简称APFS）是一个适用于macOS、iOS、tvOS和watchOS的文件系统，目前由苹果公司开发和部署。它的目的是解决Mac OS扩展的HFS+文件系统的核心问题。APFS针对闪存和固态存储设备进行优化，具有寫入時複製等设计特点，使用I/O合并改进性能。

## 特点
Apple 文件系统使用64位inode号码，并允许使用更安全的存储。与HFS+类似，为了提供更好的空间管理与性能，APFS的代码使用TRIM命令。由于APFS采用全新的数据计算方式，设备的读写速度与可用空间可能会因此提升。

### 寫入時複製
寫入時複製可以使文件系统快速、高效地在同个卷宗上复制文件，且不须占用额外存储空间。对数据的修改将写入其他位置，未修改的块则继续共享使用。对文件的更改将使用差分編碼保存，减少文档修订和复制所需的存储空间。

### 快照
APFS支持创建特定时间点、文件系统只读实例的快照。

### 加密
APFS将实现文件和敏感元数据的磁盘加密。它对一个容器中的每个卷支持下列加密模型：
- 不加密
- 单密钥加密
- 多密钥加密，每个文件使用单独的密钥加密，元数据再使用另一个密钥加密。[7]

### 数据完整性
APFS利用现代硬件固件中强大的校验和和错误纠正的优势。为确保数据完整性，APFS 对元数据采用校验和技术，但未同时对用户数据采用。

### 防护
APFS被设计为可以免受崩溃带来的数据损失。它使用“写入全新的元数据记录、指向新的记录、释放旧的记录”的逻辑，而非直接覆盖现有的记录。这能避免更新期间崩溃而导致的记录损坏，也能防止重复写入两次更改（HFS+日志文件系统需要将更改先写入日志，再写入目录文件）。

## 限制与不足
第一代APFS不为用户数据提供校验和，但通过基于元数据的校验和检查来确保数据完整。另外，它并不利用易失性存储器可比特寻址这一特性，也不支持压缩。
与HFS+不同的是，在macOS High Sierra测试版本之前，APFS不进行Unicode正规化，无法支持大多数非英语语言。

## 操作系统支持

### macOS
APFS于macOS Sierra中提供，但存在一些限制：
- 使用macOS Sierra格式化所得到的磁盘可能并不会与未来版本的macOS兼容，并也可能不与macOS的最终版本兼容。
- APFS的可用选项有“区分大小写”，“加密”，“区分大小写，加密”。
- 关于Time Machine：macOS Catalina (10.15) 及先前版本不能备份到 APFS 格式的磁盘[19]，而在macOS Big Sur（11）中支持备份至APFS格式的硬盘[20]。
- macOS 10.14 前的系統不兼容Fusion Drive。
- 在macOS的磁盘工具中，可通过“菜单-编辑-转换为APFS”无损把HFS+分区转换为APFS分区，但不能无损把APFS分区转换回HFS+分区。

在macOS Sierra中可使用diskutil命令行工具将分区格式化为APFS。APFS 在 macOS High Sierra（10.13）之後將成為預設的檔案格式。

### iOS、tvOS与watchOS
所有兼容的设备升级到iOS 10.3、tvOS 10.2和watchOS 3.2，会将HFS+文件系统转换为APFS。有测试表明APFS不支持32位的设备，例如iPhone 5。

### 第三方工具
Paragon软件公司公司发布了一个遵循四句版BSD许可证的软件开发工具包，提供对APFS驱动器的只读访问支持。由Joachim Metz独立开发的实现APFS驱动器只读访问的开源实现libfsapfs按GNU宽通用公共许可证第三版发布，并已打包到Debian、Fedora Linux、Rocky Linux、Red Hat Enterprise Linux和Ubuntu等Linux发行版的软件仓库。上述两个工具是命令行工具，不提供通常的文件系统驱动程序接口。Linux上有一个名为apfs-fuse的用户空间文件系统驱动程序，能提供APFS驱动器的只读访问支持。还有名为“APFS for Linux”的项目正努力将APFS支持集成到Linux内核。
Paragon软件公司推出的商业软件APFS for Windows对Windows 7到Windows 11及Windows Server 2008 R2到Windows Server 2022的所有版本提供APFS卷的读写支持，但不支持格式化或验证APFS卷，也不能读取受Apple T2安全芯片保护的加密APFS卷。